# Lago Inferiore dell'Ischiator
Il lago Inferiore dell'Ischiator si trova nel comune di Vinadio, in provincia di Cuneo, nel vallone Ischiator. 

## Descrizione
Il lago è situato a 2069 m sopra il livello del mare ed è un lago completamente naturale e si trova nel cuore delle Alpi Marittime. Si tratta in realtà ormai di due laghi che insieme al vicino Rifugio Guglielmo Migliorero, creano un panorama fiabesco.

## Come raggiungerlo
Dopo aver passato l'abitato di Vinadio si prosegue fino alla Località Pianche. Da qui abbandionamo la Strada Statale del Colle della Maddalena per seguire in direzione Bagni di Vinadio. Passato il centro termale seguiamo le indicazioni per Besmorello e superata questa borgata ci inoltriamo su rotabile sterrata fino a raggiungere una barra che chiude la strada rendendo il percorso, agibile solo più a piedi.
Da qui parte il Vallone dell'Ischiator che terminerà ai piedi del Becco Alto d'Ischiator passando per il Lago e il Rifugio Migliorero.

## Punto di appoggio
Rifugio Migliorero (2094 m)